# کربی بلارز
کربی بلارز (به انگلیسی: Kirby Bellars) یک روستا و محله مدنی در بریتانیا است که در Melton واقع شده‌است. کربی بلارز ۳۶۹ نفر جمعیت دارد.